# Midnatt i ondskans och godhetens trädgård
Midnatt i ondskans och godhetens trädgård (eng: Midnight in the Garden of Good and Evil) är en amerikansk dramafilm från 1997 i regi av Clint Eastwood. Filmen är baserad på John Berendts roman med samma namn. I huvudrollerna ses Kevin Spacey och John Cusack.

## Rollista i urval
- Kevin Spacey - Jim Williams
- John Cusack - John Kelso
- Jack Thompson - Sonny Seiler
- Irma P. Hall - Minerva
- Jude Law - Billy Hanson
- Alison Eastwood - Mandy Nicholls
- Paul Hipp - Joe Odom
- The Lady Chablis - Chablis Deveau
- Kim Hunter - Betty Harty
- Geoffrey Lewis - Luther Driggers
- Bob Gunton - Finley Largent
- Richard Herd - Henry Skerridge
- Leon Rippy - Detektiv Boone